# Горидько, Фёдор Семёнович
Фёдор Семёнович Горидько́ (1907 — 1983) — советский военный инженер, металлург, контролёр военного представительства, старший военпред Харьковского завода № 183 (разработчика и производителя первых модификаций танка Т-34), член КПСС.

## Биография
В советский период в связи с увеличением объемов военных заказов в годы первых пятилеток, необходимостью реализации программ технического перевооружения армии и флота штаты военных приёмок были увеличены до 130 тысяч человек. Военные представители при конструкторских бюро и на заводах промышленности, непосредственно участвовали в создании принципиально новых образцов оружия и техники, проводили их испытания вместе с разработчиками и изготовителями.
Так в конструкторском бюро Харьковского завода № 183 первыми приступили к разработке новых средних танков. Таким танком стал Т-34, являвшийся основным танком РККА вплоть до первой половины 1944 года, до поступления ему на замену модификации — Т-34-85.
Старший военпред завода Фёдор Горидько лично участвовал в каждом этапе разработки танка. Контролировал производство опытных образцов, проводил их испытания, предложил многие технические решения позволившие существенным образом обезопасить личный состав в реальном бою. Как старший представитель заказчика непосредственно осуществлял приёмку и передачу конструкторской документации в серийное производство.

## Награды
- орден Красного Знамени;
- три ордена Красной Звезды;
- медали СССР.